# Chrysichthys cranchii
El bagre kamba o kokuni (Chrysichthys cranchii) es una especie de pez de la familia Claroteidae en el orden de los Siluriformes.

## Morfología
• Los machos pueden llegar alcanzar los 150 cm de longitud total y los 135 kg de peso.

## Distribución geográfica
Se encuentran en África: República Democrática del Congo.